# Muskegon Lumberjacks (1992–2010)
Muskegon Lumberjacks byl profesionální americký klub ledního hokeje, který sídlil v Muskegonu ve státě Michigan. V letech 2007–2010 působil v profesionální soutěži International Hockey League. Před vstupem do IHL působil v United Hockey League. Lumberjacks ve své poslední sezóně v IHL skončily v semifinále play-off. Své domácí zápasy odehrával v hale L. C. Walker Arena s kapacitou 4 000 diváků. Klubové barvy byly černá, zlatá a bílá.

## Historické názvy
Zdroj: 
- 1992 – Muskegon Fury
- 2008 – Muskegon Lumberjacks

## Úspěchy
- Vítěz Colonial Cupu ( 4× )
  - 1998/99, 2001/02, 2003/04, 2004/05

## Přehled ligové účasti
Zdroj: 
- 1992–1993: Colonial Hockey League
- 1993–1997: Colonial Hockey League (Západní divize)
- 1997–1998: United Hockey League (Západní divize)
- 1998–2000: United Hockey League (Centrální divize)
- 2000–2001: United Hockey League (Severozápadní divize)
- 2001–2004: United Hockey League (Západní divize)
- 2004–2006: United Hockey League (Centrální divize)
- 2006–2007: United Hockey League (Východní divize)
- 2007–2010: International Hockey League